# 일격이탈 전술
일격이탈 전술(hit-and-run tactics) 은 적에게 공격을 가한 후, 적과의 거리를 항시 주의하면서 거리가 가까워지면 적에게 공격을 당하기 전에 미리 이동하여 다음 번 공격 포지션을 탐색하는 전법이다.
유격전을 수행하는 유격대가 필수적으로 사용해야만 하는 전술이다.

## 같이 보기
- 유격전